# Christian Drosten

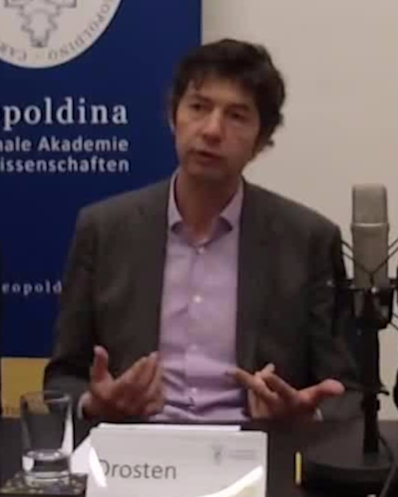
Christian Drosten

Christian Heinrich Maria Drosten (1972, Lingen (Ems)) is een Duitse viroloog en een van de ontdekkers van het SARS-coronavirus SARS-CoV.

## Leven en werk
Na zijn examen aan het Bischöflichen Gymnasium Marianum in Meppen studeerde hij vanaf 1992 chemische technologie en biologie aan de Technische Universiteit Dortmund en de Westfaalse Wilhelms-Universiteit. In 1994 ging hij naar de Johann Wolfgang Goethe Universiteit om geneeskunde te studeren. In mei 2000 slaagde hij voor het medische staatsexamen. Hij promoveerde aan het Institut für Transfusionsmedizin und Immunhämatologie des Blutspendedienstes des Roten Kreuzes. Zijn proefschrift, Etablierung eines Hochdurchsatz-PCR-Testsystems für Immundefizienz-Viren und Hepatitis-B-Virus zur Blutspendertestung over het opstellen van een snel (high-throughput)-PCR-systeem voor het testen van bloeddonoren werd summa cum laude beoordeeld. Deze test maakte het mogelijk om bloeddonoren direct op de aanwezigheid van het Aids-verwekkende hiv of hepatitis-verwekkende virussen te testen, in plaats van slechts op de antilichamen daartegen. Vanaf juni 2000 werkte Drosten als arts in opleiding onder begeleiding van Herbert Schmitz bij de afdeling Virologie van het Bernhard-Nocht-Instituut voor Tropische Geneeskunde in Hamburg, waar hij hoofd van het Laboratorium voor Moleculaire Diagnostiek werd en een onderzoeksprogramma op het gebied van moleculaire diagnostiek van tropische virale ziekten opstartte. Vanaf 2007 gaf Drosten leiding aan het Instituut voor Virologie van het Universitair Ziekenhuis van Bonn en sinds 2017 is hij hoogleraar aan het Institut für Gesundheitsforschung van het Berlijnse Universitair Ziekenhuis Charité, waar hij leiding geeft aan het Instituut voor Virologie.
Drosten is een van de ontdekkers van het SARS-coronavirus SARS-CoV (ter onderscheid van SARS-CoV-2 ook wel SARS-CoV-1 genoemd) in 2003. Samen met Stephan Günther lukte het hem, enkele dagen later, een diagnostische test voor dit nieuw ontdekte virus te ontwikkelen, eerder nog dan het Centers for Disease Control and Prevention in Atlanta. Beiden ontvingen hiervoor de prijs van de Werner-Otto Stichting, en zij werden in 2005 bekroond met de Orde van Verdienste.
Zijn bevindingen over SARS stelde hij de wetenschappelijke gemeenschap via internet meteen ter beschikking, nog voordat zijn artikel, in mei 2013, in het New England Journal of Medicine verscheen. Het tijdschrift Nature schreef een lovend artikel over Drosten: slechts elf dagen nadat de WHO de aandacht had gevestigd op de nieuwe en mysterieuze ziekte SARS hadden hij en zijn medewerkers er al een diagnostische test voor.
In datzelfde jaar publiceerde zijn groep de genetische sequentie van SARS-CoV(-1) in het tijdschrift Science. In 2004 werd hij bekroond met de GlaxoSmithKline-prijs voor Klinische Besmettelijke Ziekteleer, de Abbott Diagnostics Award van de European Society for Clinical Virology, de BioMerieux Diagnostics Award van de Duitse Vereniging voor Hygiene en Microbiologie en de postdoctoraalprijs van de Robert-Koch stichting. Verder hield hij in 2004 de Beijerinkvoordracht van de KNAW.
Het Instituut voor Virologie dat door Drosten geleid wordt, onderzoekt onder meer het Middle East respiratory syndrome-coronavirus.
- DBLP: 147/7016
- Gemeinsame Normdatei: 1096365944
- Nationale Bibliotheek van Tsjechië: jo20211118793
- ORCID: 0000-0001-7923-0519
- ResearcherID: AFF-8529-2022
- Semantic Scholar: 32170898
- Virtual International Authority File: 26146095213800370128
- WorldCat: E39PBJgRWxWdtPH9GfQfmmrg8C